# Puerto San Simón
Puerto San Simón är en ort i Mexiko.   Den ligger i kommunen La Huacana och delstaten Michoacán de Ocampo, i den södra delen av landet, 300 km väster om huvudstaden Mexico City. Puerto San Simón ligger 175 meter över havet och antalet invånare är 478. Den ligger vid sjön Presa Adolfo López Mateos.
Terrängen runt Puerto San Simón är huvudsakligen kuperad, men åt sydost är den platt. Runt Puerto San Simón är det mycket glesbefolkat, med 6 invånare per kvadratkilometer. Närmaste större samhälle är Las Cañas, 10,9 km sydväst om Puerto San Simón.